# Cerume

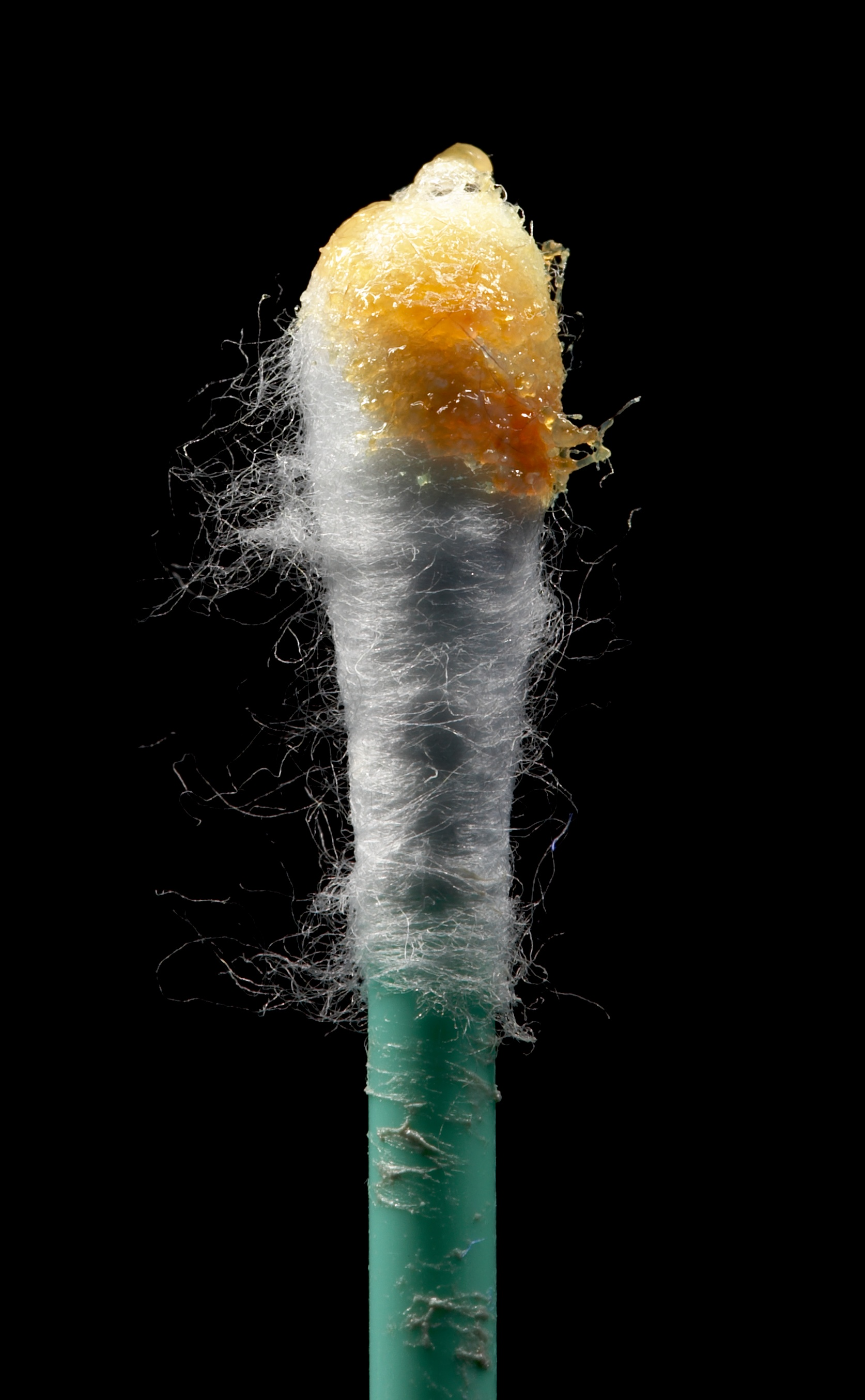
Cerume su un bastoncino cotonato

Il cerume è una sostanza cerosa giallastra secreta nel condotto uditivo esterno dell'uomo e di molti altri mammiferi.
Serve a mantenere la superficie del condotto stesso umida e morbida, aiutandone la pulizia e la lubrificazione e, grazie al suo pH acido, svolge attività antibatterica.

## Produzione
Il cerume viene fisiologicamente sospinto dalle cellule epiteliali verso l'esterno del condotto uditivo. A questo processo naturale di eliminazione e fuoriuscita contribuiscono anche i movimenti della bocca durante la masticazione, la conversazione, lo sbadiglio. Possono risultare spesso dannosi, invece, i tentativi "forzati" di pulizia meccanica: questi possono provocare lesioni della parete del condotto uditivo esterno, o, ancor peggio, lesioni timpaniche. L'utilizzo di bastoncini ricoperti di cotone può invece compattare il cerume verso l'interno del meato uditivo, contrastando il naturale processo di eliminazione: in questo caso, l'eccesso di cerume può premere contro il timpano e/o occludere il canale compromettendo la funzione uditiva. Per pulire meglio le orecchie si può usare un fazzoletto bagnato.

## Composizione
- Cheratina
- Acidi grassi saturi e insaturi a lunga catena, alcoli, squalene (12-20%)
- Colesterolo (6-9%)

Il cerume contiene anche lisozima, enzima con proprietà antibatteriche legate alla capacità di idrolizzare i peptidoglicani della parete batterica.
Esiste un cerume umido caratteristico delle popolazioni caucasiche e nere, mentre un cerume secco si ritrova nelle popolazioni asiatiche e indios.

## Ereditarietà
Il tratto cerume è di tipo mendeliano. La caratteristica cerume umido è dominante mentre il tratto cerume secco è recessivo.